# Oxford (Nowa Zelandia)
Oxford – miasto w Nowej Zelandii. Położone we wschodniej części Wyspy Południowej, w regionie Canterbury, 1812 mieszkańców. (dane szacunkowe – styczeń 2010).